# Johann Christlieb Kemme
Johann Christlieb Kemme (* 10. September 1738 in Halle (Saale); † 10. Oktober 1815 ebenda) war ein deutscher Mediziner. Kemme war Professor der Medizin an der Universität Halle und Bibliothekar an der halleschen Marienbibliothek.

## Leben
Kemme wurde als Sohn des Apothekers Johann Friedrich Kemme geboren. Sein Vater, ihm gehörte die Hirschapotheke in Halle, starb bereits früh. Seine Mutter Maria Christine, die Tochter des pommerschen Predigers Georg Christlieb Mayer, schickte ihn zunächst nach Bernburg zu Verwandten, wo er auch die Schule besuchte. Nach Halle zurückgekehrt, ging er nun auf die Schule der Franckeschen Stiftungen. 1756 begann er an der Halleschen Universität ein Medizinstudium, unter anderem bei Johann Peter Eberhard, Andreas Elias Büchner und Adam Nietzki. 1760 promovierte er an der medizinischen Fakultät der Universität Halle mit der Dissertation Genesis Scirrhorum Simplicium zum Doktor der Medizin.
1766 wurde Kemme außerordentlicher Professor für Medizin an der Universität Halle, 1770 erhielt er dort eine ordentliche Professur. Bereits im Mai 1767 wurde er mit dem Beinamen „Epimenides II.“ in die Kaiserliche naturforschende Gesellschaft Leopoldina aufgenommen. Das Mitgliedsdiplom erhielt er von seinem ehemaligen, von ihm sehr verehrten Professor und Freund Andreas Elias Büchner. Um sein Gehalt aufzubessern, veröffentlichte er zahlreiche medizinische Abhandlungen, erstellte aber auch medizinische Gutachten. 1778 wählte man ihn einstimmig zum Kirchvater der Marktkirche Unser Lieben Frauen in Halle, als Nachfolger des Theologen Johann Friedrich Gruner. Zur Kirche gehörte die Marienbibliothek, eine der ältesten und größten öffentlichen Kirchenbibliotheken. Als Kirchvater wurde ihm auch die Aufgabe eines Bibliothekars übertragen, die er über 37 Jahre ausübte. Kemme war Ephorus der königlichen Freitische, 1791 übertrug man ihm auch die Aufsicht über das Hebammeninstitut. Ab 1781 bis 1810 war er mehrmals Dekan der medizinischen Fakultät der Universität Halle, ein Amt, das er halbjährlich abwechselnd mit Philipp Friedrich Theodor Meckel und Johann Christian Reil ausübte. Im Jahr 1800 bat er um seine Entlassung als Universitätsprofessor, die aber, unter Anerkennung seiner Verdienste, abgewiesen wurde. Schon einige Zeit zuvor stellte er krankheitsbedingt seinen Vorlesungsbetrieb ein und beschränkte seine Arbeit auf die Verwaltung der Fakultät.
Johann Christlieb Kemme starb am 10. Oktober 1815, im Alter von 77 Jahren, an einem Schlaganfall in seiner Geburtsstadt Halle. Er wurde auf dem halleschen Stadtgottesacker bestattet, das Grab befindet sich im Gruftbogen 76. Sein Privatarzt Johann Friedrich Christian Düffer verfasste einen Nekrolog über ihn, der 1816 im Hallischen patriotischen Wochenblatt veröffentlicht wurde. Testamentarisch setzte er seine Haushälterin als Alleinerbin ein. Ein Jahr nach seinem Tod wurde ein Verzeichnis der Bestände seiner umfangreichen Privatbibliothek erstellt. Die 3650 Bände umfassende Büchersammlung gelangte 1816 in die Marienbibliothek, wo sie noch heute als geschlossen erhalten gebliebene Gelehrtenbibliothek geführt wird.

## Veröffentlichungen (Auswahl)
- Genesis Scirrhorum Simplicium. (Dissertation) Halle 1760. (Digitalisat)
- Von der Heiterkeit des Geistes bey einigen Sterbenden. Halle 1774. (Digitalisat)
- Zweifel und Erinnerungen wider die Lehre der Aerzte von der Ernährung der festen Theile. Halle 1778. (Digitalisat)

## Nachweise
1. ↑  Geschichte der Kaiserlichen Leopoldino-Carolinischen deutschen Akademie der Naturforscher während des zweiten Jahrhunderts ihres Bestehens. Jena 1860, Nr. 691.

| Personendaten    | Personendaten                           |
| ---------------- | --------------------------------------- |
| NAME             | Kemme, Johann Christlieb                |
| KURZBESCHREIBUNG | deutscher Mediziner und Hochschullehrer |
| GEBURTSDATUM     | 10. September 1738                      |
| GEBURTSORT       | Halle (Saale)                           |
| STERBEDATUM      | 10. Oktober 1815                        |
| STERBEORT        | Halle (Saale)                           |